# أنابينة كروية
أنابينة كروية (الاسم العلمي: Anabaena sphaerica) هي نوع من البكتيريا تتبع جنس الأنابينة من الفصيلة النوستكية.